# Enrico IV il Fedele
Enrico IV il Fedele (1292 circa – Żagań, 22 gennaio 1342) fu duca di Żagań e parte della Grande Polonia dal 1309 al 1317 (assieme al fratello in tutti i possedimenti ad eccezione di Głogów divisa in maniera non eguale fra loro), duca di Głogów dal 1318 al 1321 (in coreggenza con il fratello) e unico signore di Żagań dal 1321 fino alla sua morte.

## Biografia
Fu il primogenito di Enrico III, duca di Głogów e di sua moglie Matilde, figlia di Alberto I di Brunswick-Lüneburg. Il soprannome di "Fedele" (Wierny) gli venne assegnato soltanto nel XIV secolo dagli storici.
Enrico III istruì il proprio figlio maggiore sulle questioni di governo e della politica, sin da piccolo. Nel 1296 portò con sé il quattr'enne Enrico in occasione dei negoziati di pace con il duca Ladislao I di Cuiavia a Krzywiń. Il piccolo principe ebbe un'importante funzione nel corso dei negoziati: Ladislao I lo designò come suo erede del ducato di Poznań in caso fosse morto senza figli maschi; inoltre il duca di Cuiavia fu costretto ad assicurare ai discendenti di Enrico III la successione al ducato di Głogów. Comunque questo accordo venne a decadere quando Ladislao iniziò ad avere dei figli maschi, ed in questo modo, le possibilità di Enrico IV di ereditare Poznań divennero molto scarse.
Enrico III morì il 9 dicembre 1309 ed Enrico IV gli succedette su tutti i possedimenti meno che a Głogów, che venne assegnata alla madre Matilde come Oprawa wdowia. Nonostante egli avesse soltanto diciassette anni, un'età considerata sufficiente per governare secondo le leggi della casata dei Piast, per ragioni sconosciute, rimase, assieme al fratello Corrado (Konrad), sotto la reggenza della madre fino al 1312.
Nel 1312 Enrico IV realizzò la prima divisione del ducato: la parte orientale, costituita dalle città di Oleśnica, Kluczbork, Kalisz e Gniezno venne data ai suoi fratelli minori Corrado I e Boleslao. Enrico IV ed i suoi fratelli più giovani Giovanni e Przemko II ebbero Ścinawa, Żagań e la Grande Polonia.
La situazione dei duchi di Głogów divenne difficile all'inizio del loro governo, particolarmente per le pretese di Ladislao I sulla Grande Polonia e le eredità di Enrico IV il Probo. Per queste ragioni, essi decisero di instaurare buone relazioni con il margravio di Brandeburgo come contraltare contro i loro nemici; come garanzia di queste buone relazioni, Enrico IV sposò Matilde, figlia del margravio Ermanno (Herman) di Brandenburg-Salzwedel, nel 1310. Nel contratto di matrimonio, le città di Krosno Odrzańskie e Żagań vennero date in pegno al margraviato, rimanendo nelle mani del Brandeburgo fino al 1319, quando tornarono ai figli di Enrico III. Grazie a questa alleanza con il Casato degli Ascanidi, Enrico IV, assieme ai fratelli Corrado e Boleslao, rinunciò alle sue rivendicazioni sulla Pomerania di Danzica, a Berlino il 3 marzo 1310, nei confronti dei margravi Valdemaro di Brandeburgo e Giovanni V di Brandenburg-Salzwedel, che la vendettero presto, per una ingente somma di denaro, ai cavalieri Teutonici.
Nella Grande Polonia l'insoddisfazione verso gli eredi di Enrico III sfociò in una rivolta nel 1310. Enrico IV subì un'inattesa sconfitta nei confronti dei ribelli a Klecki, ma si destreggiò per mantenere il comando. La situazione peggiorò due anni dopo, quando i duchi di Głogów vennero scomunicati dall'arcivescovo di Gniezno, Jakub Świnka e dal vescovo di Poznań, Andrzej Zaremba. Comunque, Ladislao I venne coinvolto nel conflitto soltanto nel 1313, e poté prendere il controllo della maggior parte della Grande Polonia un anno più tardi. Ad Enrico IV ed ai suoi fratelli rimase soltanto una frazione della Grande Polonia vicina al fiume Obra, che venne poi persa nel 1332 (con l'eccezione di Wschowa, che venne persa da Enrico V di Ferro). I figli di Enrico III, dopo diversi tentativi diplomatici, ed anche con invasioni militari, tentarono di riconquistare la Grande Polonia ma senza successo. In questa situazione furono coinvolti in una serie di trattati sfavorevoli col margravio di Brandeburgo, sperando nel suo appoggio militare. Fortunatamente per loro, tutti questi accordi furono annullati dopo l'estinzione della Casa di Ascania nel suo ramo di Brandeburgo nel 1320.
Anche l'alleanza con il duca di Legnica risultò essere inadeguata. La guerra del 1312-1317 terminò con il trattato dell'8 gennaio 1317, secondo il quale il duca di Głogów venne obbligato a cedere i territori fra il fiume Oder e Wołów, con Uraz e Lubiąż.
Dopo la morte della loro madre Matilde nel 1318, Głogów venne ereditata da Enrico IV e da suo fratello Przemko II. Tre anni dopo, nel 1321, venne fatta la divisione finale dei possedimenti fra di loro: Przemko II ricevette Głogów, Enrico IV ottenne Żagań e Giovanni, Ścinawa e Lubin. Gli altri fratelli, Corrado e Boleslao, ebbero Oleśnica e Namysłów.
Nel 1322 i figli di Enrico III realizzarono la coalizione dei duchi di Slesia (Bernardo II di Świdnica, Enrico VI il Buono, Boleslao III il Prodigo), il cui capo fu Ladislao I, allora re di Polonia. Questa azione indebolì ancora di più il potere dei duchi di Głogów, che alla fine persero anche Namysłów.
Un anno dopo, allo scopo di evitare l'intervento dell'imperatore Ludovico IV, Enrico IV mise il suo ducato sotto la protezione della Santa Sede. Il 29 luglio 1326, Enrico IV concluse un trattato con i suoi fratelli Giovanni di Ścinawa e Przemko II di Głogów, secondo il quale se qualcuno di loro fosse morto senza lasciare eredi maschi, gli altri due avrebbero ereditato le terre. Sembra che questo sia stato un tentativo di riunificare il ducato di Głogów.
Dopo il 1327 la situazione politica in Slesia cambiò in modo radicale. Giovanni I di Boemia, re di Boemia, iniziò ad interferire nelle questioni dell'Alta Slesia. Nel 1329 obbligò Enrico IV, Boleslao III il Prodigo, Giovanni di Ścinawa e Corrado I di Oleśnica a divenire suoi vassalli. Dei figli di Enrico III, soltanto Przemko II di Głogów rifiutò di accettare la tutela del re boemo. Con il supporto di re Giovanni, Enrico IV provò, senza successo, di richiedere la successione del Casato di Ascania sopra il Brandeburgo.
Nel 1331 Przemko II di Głogów morì senza lasciare eredi, avvelenato da uno dei suoi vassalli. Secondo gli accordi stipulati in precedenza, il suo ducato venne diviso fra Enrico IV e Giovanni di Ścinawa. La vedova di Przemko II mantenne soltanto la città principale di Głogów e Bytom Odrzański. Re Giovanni di Boemia, comunque, aveva altri piani; subito dopo, invase il ducato sottraendo alla vedova ed ai fratelli i loro possedimenti, e per dar valore a questa azione, acquistò da Giovanni di Ścinawa i suoi diritti su metà di Głogów per una certa somma di 2.000 grzywne . La condotta di re Giovanni infranse i diritti della vedova di Przemko II e di Enrico IV che mai più riuscirono ad avere Głogów.
Per impedire a Giovanni di vendere il suo ducato di Ścinawa alla Boemia, il 25 luglio 1334 Enrico IV e Corrado raggiunsero un accordo secondo il quale a Giovanni era vietato di vendere parti del ducato di Ścinawa senza il beneplacito dei suoi fratelli. Anni dopo, i fratelli comprarono finalmente il suo ducato che gli fu assegnato in usufrutto durante il resto della sua vita. Il 30 aprile 1341 Enrico IV ricevette da suo fratello Giovanni la città di Wschowa.
Enrico IV morì il 22 gennaio 1342 a Żagan, e fu seppellito nella chiesa degli agostiniani

## Matrimonio e figli
Il 5 gennaio 1310, Enrico IV sposò Matilde (n. ca. 1296 - m. 31 marzo 1329), figlia di Ermanno di Brandeburgo-Salzwedel ed ebbero quattro figli
1. Edvige (n. ca. 1316 - m. 28 maggio? 1348), Badessa di Trebnitz.
2. Enrico V di Ferro (n. ca. 1319 - m. dopo l'8 aprile 1369).
3. Salome (n. dopo il 1320 - m. dopo il 12 giugno 1359), sposò nel 1335 Enrico II di Reuss
4. Agnese (n. ca. 1321 - m. 7 luglio 1362), sposò nel 1332 il duca Leszek di Racibórz e dopo nel 1341 il duca Ludovico I il Giusto.